# Nilotanypus comatus
Nilotanypus comatus är en tvåvingeart som först beskrevs av Freeman 1953.  Nilotanypus comatus ingår i släktet Nilotanypus och familjen fjädermyggor. Inga underarter finns listade i Catalogue of Life.